# Ormalingen
Ormalingen is een gemeente en plaats in het Zwitserse kanton Basel-Landschaft, en maakt deel uit van het district Sissach.
Ormalingen telt 1.994 inwoners.